# Katastrofa lotu Aerogaviota 1436
Katastrofa lotu Aerogaviota 1436 – wypadek lotniczy samolotu Antonow An-26, należącego do linii lotniczej Aerogaviota, do którego doszło 29 kwietnia 2017 w pobliżu Candelaria na Kubie. W wyniku wypadku śmierć poniosło 8 osób – wszystkie osoby, które znajdowały się na pokładzie.

## Wypadek
Samolot wykonywał lot wojskowy z lotniska w Hawanie. Rozbił się o górę Loma de la Pimienta, w pobliżu Candelaria. Początkowo zgłaszany jako lot cywilny z 39 osobami na pokładzie. Kubańscy urzędnicy potwierdzili później, że był to lot wojskowy i zginęło osiem osób na pokładzie.